# پوسیفر
پوسیفر (انگلیسی: ‎/ˈpʊsɪfər/‎)، یک ابرگروه راک آمریکایی‌است که در لس آنجلس توسط مینارد جیمز کینن، که به عنوان خواننده گروه‌های تول و آ پرفکت سرکل شناخته شده‌است، ساخته شد. از آنجا که کینن تنها عضو دائمی است ، وی این پروژه را «ناخودآگاه خلاق» خود می‌داند. با توجه به این امر، پوسیفر را یک نام مستعار برای کارهای انفرادی خود در نظر گرفته است.